# Liste du patrimoine culturel immatériel de l'humanité au Bénin
Cet article recense les pratiques inscrites au patrimoine culturel immatériel au Bénin.

## Statistiques
Le Bénin ratifie la convention pour la sauvegarde du patrimoine culturel immatériel le 17 avril 2012. La première pratique protégée est inscrite en 2008.
En 2016, le Bénin compte 1 élément inscrit au patrimoine culturel immatériel, sur la liste représentative.

## Listes

### Liste représentative
L'élément suivant est inscrit sur la liste représentative du patrimoine culturel immatériel de l'humanité.
| Élément                   | Type                             | Subdivision | Année | Lien  | Notes                              | Illus. |
| ------------------------- | -------------------------------- | ----------- | ----- | ----- | ---------------------------------- | ------ |
| Le patrimoine oral Gèlèdé | traditions et expressions orales |             | 2008  | 00002 | Partagé avec le Nigeria et le Togo |        |

### Patrimoine immatériel nécessitant une sauvegarde urgente
Le Bénin ne compte aucun élément sur la liste du patrimoine immatériel nécessitant une sauvegarde urgente.

### Registre des meilleures pratiques de sauvegarde
Le Bénin ne compte aucune pratique listée au registre des meilleures pratiques de sauvegarde.